# Zizik
Zizik è un comune dell'Azerbaigian situato nel distretto di Quba. Conta una popolazione di 1 522 abitanti.